# Sh2-96
Sh2-96 è una tenue nebulosa a emissione visibile nella costellazione del Cigno.
Si trova circa 2,5° a nord della celebre doppia ottica Albireo, una stella di terza magnitudine visibile anche dalle aree urbanizzate; appare come una serie di deboli filamenti, difficilmente individuabili e fotografabili se non tramite l'ausilio di filtri. Il periodo migliore per la sua osservazione nel cielo serale va da giugno a dicembre, specialmente dalle regioni boreali.
Sh2-96 costituisce l'estremità più settentrionale del resto di supernova G65.2+5.7, situato a circa 800 parsec (2600 anni luce) dal sistema solare in una regione galattica ricca di dense nubi molecolari, fra le quali spicca la ben nota ed estesa Fenditura del Cigno; la stella progenitrice esplosa come supernova si trovava circa 80 parsec a nord rispetto al piano galattico e ha generato una superbolla estesa per circa 180 parsec.